# Јужна Србија
Јужна Србија, или југоисточна Србија, Јужно Поморавље, југ Централне Србије, историјски позната као Нова Србија или Нове Територије, макрорегија је у Републици Србији који се најчешће односи на територије Нишавског, Топличког, Јабланичког, Пчињског и Пиротског управног округа. Заузима око 14.000 квадратних километара и дом је око 1.000.000 људи. Више од четвртине становништва у региону живи у Нишу.
Јужна Србија није део званичне поделе Србије, нити су њене границе прецизно дефинисане. Карактерише је река Јужна Морава, која скоро у потпуности протиче кроз ову област, а која је кроз историју повезивала народе који су живели у њеном сливу. Област је дефинисана заједничком историјом и културом.

## Термин
Јужна Србија је данас област на југу Републике Србије, а временом је термин мењао своје значење.
Током прве половине 20. века, термин је коришћен за означавање подручја Вардарске Македоније, Косова, Метохије и Рашке области (тзв. Стара Србија). У периоду од 1919. до 1922. године ова област је чинила покрајину Јужну Србију у оквиру Краљевине СХС. У истом периоду постојала је покрајина Северна Србија, која је заједно са Јужном чинила покрајину Србију. После територијалне реорганизације, после Другог светског рата, овај термин се није активно користио, пошто су у тада већем делу јужне Србије формиране НР Македонија и Аутономна Косовско-Метохијска Област, док је преостали део почео да се формира под називом Јужна Србија, Југ Централне Србије или Југоисточна Србија. Данас га чине следећи управни окрузи: Нишавски, Јабланички, Топлички, Пиротски и Пчињски.
Данашња Јужна Србија је кроз историју мењала име. Већина области ослобођена је током српско-турских ратова 1878. године, а тада је носила назив Нова Србија или Нове Територије.
Река Јужна Морава протиче целом територијом Јужне Србије од Ражња до Бујановца. Река пресеца област у средини на два дела. Слив Јужне Мораве заузима приближно исту територију као и област која се обично сматра Јужном Србијом. Стога се Јужна Србија понекад назива и Јужним Поморављем.

## Демографија
Јужна Србија је дом за око 1.000.000 људи. Међутим, она је јако погођена депопулацијом. Само нишке и већинско албанске општине Прешево и Бујановац забележиле су пораст становништва у периоду од 2002. до 2011. године. У најтежој ситуацији су општине источно од Јужне Мораве. Најбољи пример је општина Црна Трава која је 1948. године имала око 13.500, а сада око 1.500 становника. Депопулација је присутна и у општинама Димитровград и Босилеград, где Бугари чине већину. Већина Албанаца бојкотовала је попис из 2011. године. Процењује се да у Јужној Србији има око 50.000 Албанаца.
| #      | Округ      | Становништво | Становништво | Становништво | Становништво | Становништво | Становништво | Становништво | Становништво | Становништво           | Становништво           |
| #      | Округ      | 1948.        | 1953.        | 1961.        | 1971.        | 1981.        | 1991.        | 2002.        | 2011.        | Промена [%] 1948—2011. | Промена [%] 2002—2011. |
| ------ | ---------- | ------------ | ------------ | ------------ | ------------ | ------------ | ------------ | ------------ | ------------ | ---------------------- | ---------------------- |
| 1.     | Нишавски   | 283.842      | 303.482      | 327.367      | 363.292      | 394.110      | 396.043      | 381.757      | 373.404      | +31,5                  | −2,2                   |
| 2.     | Јабланички | 231.280      | 244.128      | 254.855      | 260.982      | 262.531      | 255.011      | 240.923      | 215.463α     | −6,8                   | −10,5                  |
| 3.     | Пчињски    | 209.232      | 220.910      | 222.520      | 230.373      | 238.753      | 243.529      | 227.690      | 158.717β     | −24,1                  | −30,3                  |
| 4.     | Пиротски   | 160.285      | 157.360      | 145.785      | 136.008      | 127.427      | 116.926      | 105.564      | 92.277       | −42,4                  | −12,4                  |
| 5.     | Топлички   | 141.502      | 149.421      | 141.141      | 129.542      | 121.933      | 111.813      | 102.075      | 90.600       | −35,9                  | −11,2                  |
| Укупно | Укупно     | 1.026.141    | 1.075.301    | 1.091.668    | 1.120.197    | 1.144.754    | 1.123.322    | 1.058.009    | 930.461      | −9,3                   | −12,1                  |

### Највећи градови
| Ниш Лесковац | 1.  | Ниш        | Нишавски   | 260.237 | Врање Пирот |
| Ниш Лесковац | 2.  | Лесковац   | Јабланички | 144.206 | Врање Пирот |
| Ниш Лесковац | 3.  | Врање      | Пчињски    | 83.524  | Врање Пирот |
| Ниш Лесковац | 4.  | Пирот      | Пиротски   | 57.928  | Врање Пирот |
| Ниш Лесковац | 5.  | Алексинац  | Нишавски   | 51.863  | Врање Пирот |
| Ниш Лесковац | 6.  | Прокупље   | Топлички   | 44.419  | Врање Пирот |
| Ниш Лесковац | 7.  | Бујановац  | Пчињски    | 43.302  | Врање Пирот |
| Ниш Лесковац | 8.  | Прешево    | Пчињски    | 34.904  | Врање Пирот |
| Ниш Лесковац | 9.  | Власотинце | Јабланички | 29.893  | Врање Пирот |
| Ниш Лесковац | 10. | Лебане     | Јабланички | 22.000  | Врање Пирот |

## Окрузи, градови и општине
| Округ      | Седиште  | Општине и градови | Места |
| ---------- | -------- | --- | ----- |
| Нишавски   | Ниш      | - Алексинац - Сврљиг - Мерошина - Ражањ - Дољевац - Гаџин Хан - Ниш: - Црвени крст - Медијана - Пантелеј - Палилула - Нишка Бања | 285   |
| Јабланички | Лесковац | - Лесковац - Бојник - Лебане - Медвеђа - Власотинце - Црна Трава                                                                 | 336   |
| Пчињски    | Врање    | - Владичин Хан - Сурдулица - Босилеград - Трговиште - Врање - Бујановац - Прешево                                                | 363   |
| Пиротски   | Пирот    | - Бела Паланка - Пирот - Бабушница - Димитровград                                                                                | 214   |
| Топлички   | Прокупље | - Прокупље - Блаце - Куршумлија - Житорађа                                                                                       | 267   |

## Галерија
- Ђавоља варош у Куршумлији
- Село Топли До код Пирота
- Сићевачка клисура код Ниша
- Нишка тврђава
- Српска народна ношња из Врања
- Споменик палим борцима у Топличком устанку у Прокупљу
- Медијана, римска вила у Нишу
- Биста Константина Великог пронађена у његовом родном месту у Нишу
- Манастир Светог Николе у Куршумлији
- Дивљи коњи на Старој планини
- Центар Ниша
- Положај Јужне Србије на рељефној мапи Србије
- Црква на врху Ђавоље стене у долини реке Пчиње
- Долина Пчиње
- Куће у Гостуши